# Krankenkassenkommunikationssystem
Das Krankenkassenkommunikationssystem (KKS) ist ein von den Spitzenverbänden der gesetzlichen Krankenversicherung (GKV) in Deutschland eingeführtes Standardverfahren zum Datenaustausch von Arbeitgebern und Leistungserbringern mit der GKV. Es wird zudem auch beim Datentransfer zwischen den Spitzenverbänden genutzt.
Es handelt sich um einen logischen Standard, der beschreibt, in welcher Weise Nutz- und Steuerdaten ausgetauscht werden. Netzwerkprotokolle wie z. B. FTAM oder SMTP als Teil der Internetprotokollfamilie und Dateibearbeitungsverfahren wie Verschlüsselung, Komprimierung und Signatur werden innerhalb der KKS-Spezifikation zwar referenziert, allerdings handelt es sich bei KKS nicht um eine Definition technischer Protokolle.
Die KKS-Beschreibung wird von der „Technischen Arbeitsgruppe der Gesetzlichen Krankenversicherungen“ (TAG) gepflegt. Die redaktionelle Bearbeitung wird von der Informationstechnischen Servicestelle der gesetzlichen Krankenversicherung (ITSG) durchgeführt.